# Диана Версальская
Диана Версальская, Диана-охотница, или Артемида (фр. La Diane de Versailles, Diane chasseresse, Artémis) — древнеримская мраморная статуя первой половины II в. н. э., времени правления императора Адриана, воспроизводящая произведение раннеэллинистического скульптора, выполненное в бронзе, возможно, работы афинского скульптора Леохара (ок. 325 г. до н. э.). Cкульптура изображает идущую богиню охоты Артемиду, положившую руку на рога оленя. Экспонируется в центре Зала Кариатид парижского Лувра (348-й зал Крыла Леско, инвентарный номер Ma 589). Одноимённый экземпляр находится в фондах музея.

## История
Статуя была найдена близ города Неми в Италии (регион Лацио). В 1556 году папа Павел IV подарил скульптуру французскому королю Генриху II с намёком на его метрессу, Диану де Пуатье. Король повелел установить скульптуру в центре Двора Дианы замка Фонтенбло. Впоследствии король Генрих IV распорядился перевезти статую в «галерею древностей» Лувра; в Фонтенбло её заменила маньеристская копия. Ещё одну копию позднее, в 1620-х годах, Людовик XIII отослал английскому королю в Виндзорский замок. В 1602 году по распоряжению короля Генриха IV скульптор Бартелеми Приёр отреставрировал скульптуру и добавил фигуру оленя, превратив таким образом статую Артемиды в Диану-охотницу.
Людовик XIV перенёс «Диану-охотницу» — как лучшее произведение античной скульптуры во Франции — в Зеркальную галерею недавно построенного Версальского дворца. Отчего статуя получила новое название: «Диана Версальская». В Фонтенбло её заменила бронзовая копия, сделанная Приёром. Придворный ваятель Гийом Кусту сделал с Версальской Дианы копию для дворца Марли.
В 1798 году постановлением Конвента скульптуру вернули в Лувр, в Зал антиквариата — в наше время Зал Кариатид (зал 348 Крыла Денон), где она находится по настоящее время. В 1802 году скульптуру реставрировал Бернар Ланге.

## Иконография и атрибуция
Богиня охоты Артемида (римская Диана) изображена вполоборота, на бегу, она готовится извлечь из колчана стрелу, левая рука покоится на голове сопровождающего её оленёнка (дополнение, отсутствовавшее в оригинале). Ствол дерева, который виднеется за левой ногой Дианы, свидетельствует о том, что оригинал был выполнен в бронзе. Римские и неоаттические скульпторы, воспроизводившие древнегреческие бронзовые оригиналы, были вынуждены дополнять скульптуры в хрупком мраморе всякого рода подпорками, излишними в бронзе. Артемида увенчана диадемой, её волнистые волосы завязаны сзади. Она носит сандалии, одета в дорический хитон и гиматий (плащ), обёрнутый вокруг её талии и перекинутый через левое плечо.
Известно множество скульптур, относящихся к типу Дианы Версальской. Относительно хорошо сохранившийся образец принадлежит коллекции Национального археологического музея Афин: в этом варианте богиня также показана в стремительном движении: складки гиматия развеваются на ветру, но богиня обута не в сандалии, а в сапоги; под её правой рукой — фигура оленя, а под ним бежит собака меньшего размера. Хитон и гиматий имеют следы полихромии: они были окрашены в красный и жёлтый цвета.
Скульптуры такого типа известны археологам по раскопкам в Лептис-Магне и Анталье. «Тип Лептиса» (Le type de Leptis), одноимённый образец которого хранится в музее Триполи, очень близок к типу Версаля. Та же композиция, но олень заменен гончей. Большинство реплик не сохранившегося оригинала принадлежат именно этому типу, что объясняет, определение: «Тип Версаль-Лептис Магна» (type de Versailles-Leptis Magna). Ещё один вариант находится в национальном музее Шершель в Алжире.
Прототип скульптуры долгое время приписывался древнегреческому скульптору Леохару, работавшему в бронзе в 350—320-х годах до н. э. на основании сравнения с «Бельведерским Аполлоном» из музея Пио-Клементино в Ватикане, с которым Артемиду объединяет пластическое движение. В XVII веке высказывали предположение, что две статуи составляли пару, несмотря на то, что ни один из образцов типа Артемиды не был найден вместе с Аполлоном любого типа. Однако атрибуция Аполлона сама по себе вызывает сомнения. Кроме того, среди произведений Леохара не упоминается охотящаяся Артемида.
Следы раскраски и диадема богини даёт повод связать прототип статуи с типом Артемиды Брауронии, краткое упоминание о такой статуе на Афинском акрополе работы Праксителя имеется у Павсания. В Брауроне, у восточного побережья Аттики, находился храм Артемиды Брауронии (Бравронии). В этот храм посвящали одежды умерших при родах женщин, что связано с функцией Артемиды как родовспомогательницы. Но с этим же храмом был связан обычай: афинские девочки в возрасте от пяти до десяти лет поселялись на некоторое время в храме и назывались «медведицами» (ἄρκτοι). Во время справлявшегося раз в четыре года праздника Брауроний, одетые в хитоны, выкрашенные шафраном (крокусом, красителем золотистого цвета), они справляли церемонии в честь Артемиды-охотницы. С этим обычаем сопоставляют аркадский миф о девушке Каллисто, превращённой Артемидой в медведицу, и видят здесь следы древнего териоморфного («звериного») облика самой Артемиды.
Диану Версальскую сопоставляют с Дианой из Габий работы школы Праксителя, поскольку именно Пракситель первым изобразил богиню Афродиту обнажённой в типе «Афродиты Книдской», и он должен был по этой логике первым изобразить Артемиду в коротком одеянии.
Это произведение атрибутируется в качестве Артемиды также из-за её одеяния. Эта тема связана с культовым обычаем Артемиды Брауронии, существовавшем в Афинах. О статуе Артемиды Брауронии работы Праксителя, стоявшей в храме на Афинском акрополе, упоминает Павсаний. Дата прототипа известна точно: 345 г. до н. э. В храм Артемиды Брауронии жители Афин «посвящали в подарок богине всякого рода одежды». Возможно этим, косвенным обстоятельством объясняется внимание, с которым скульптор изобразил хитон и гиматий богини с несохранившейся культовой раскраской.
Фигура, изображённая в движении, в одеждах «эмансипированных от тела» (определение Б. Р. Виппера) — характерная тема раннего эллинистического периода, она позволяет датировать оригинал скульптуры примерно 330 г. до н. э. либо даже более поздним временем. Сандалии, в которые обута Диана Версальская, не греческого, а римского образца императорской эпохи. С учётом всех обстоятельств атрибуция оригинала скульптуры Леохару или Праксителю в настоящее время «считается сомнительной».
Копии «Артемиды Версальской» можно встретить в дворцово-парковых ансамблях по всему миру. Одна из копий установлена в Верхнем парке Ораниенбаума, в партере у южного фасада Китайского дворца, симметрично «Аполлону Бельведерскому». Гипсовый слепок скульптуры из «цветаевской коллекции слепков» экспонируется в московском Музее изобразительных искусств имени А. С. Пушкина.

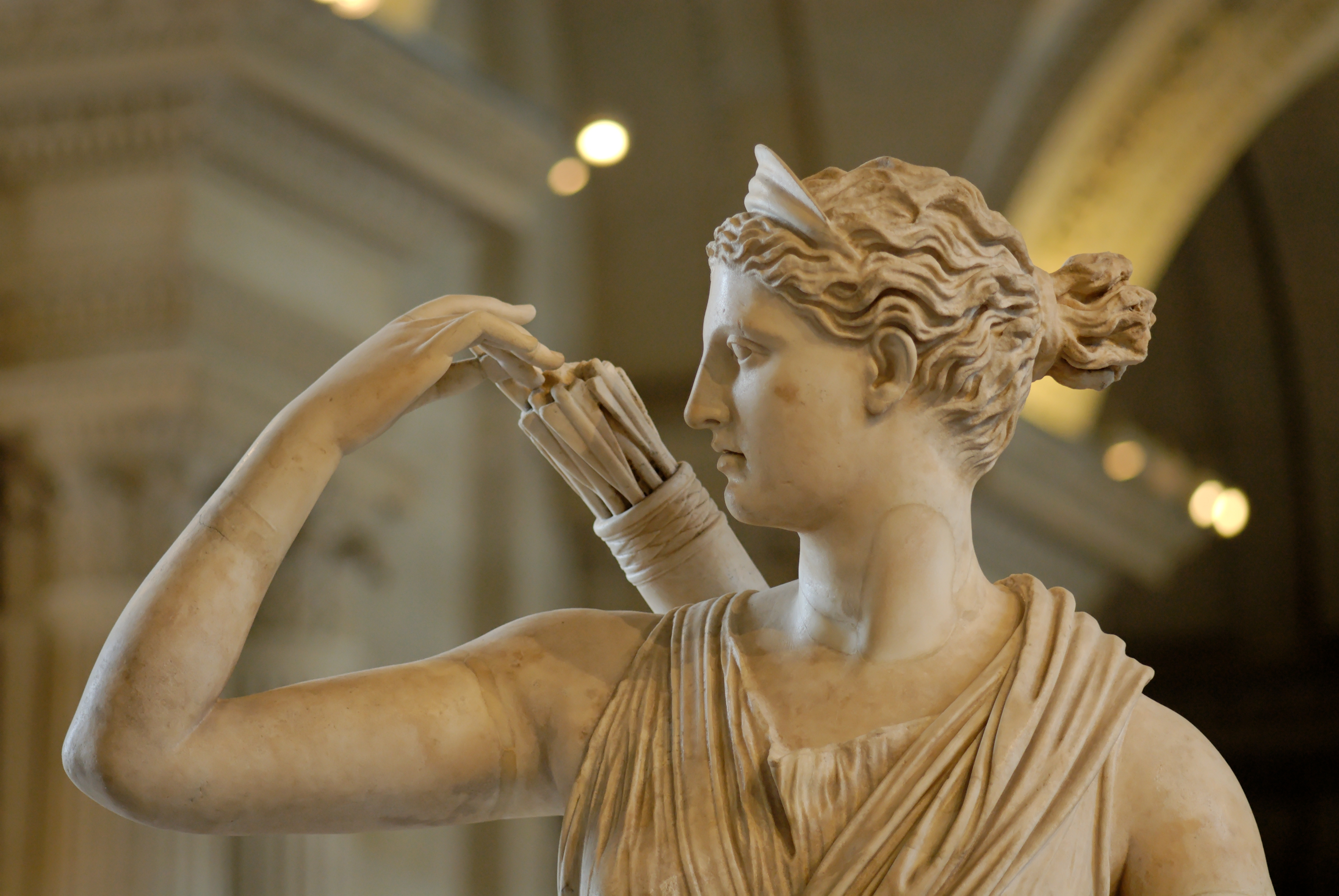
Деталь скульптуры «Диана Версальская» в Лувре
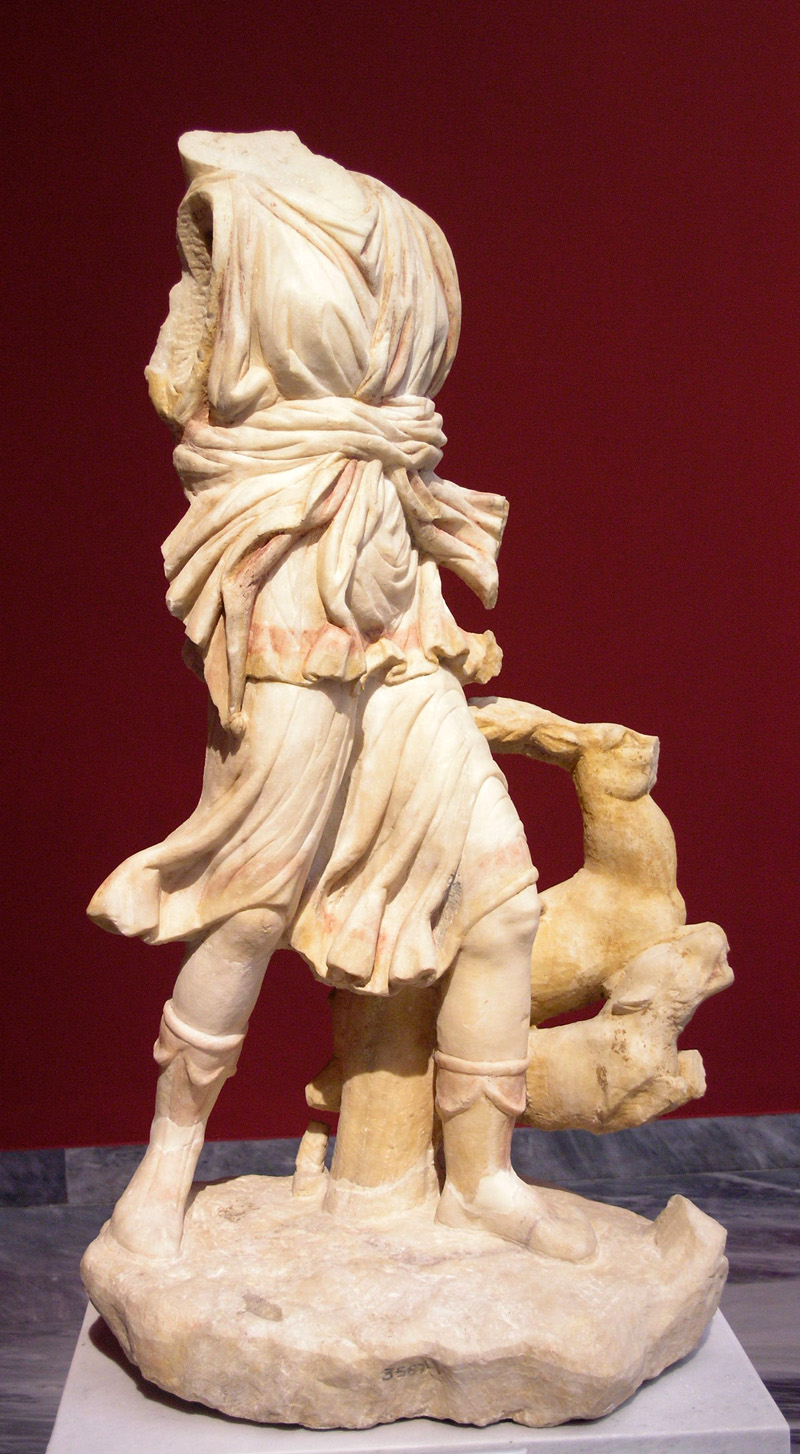
Артемида. Римская реплика греческого оригинала IV в. до н. э. Мрамор. Национальный археологический музей, Афины
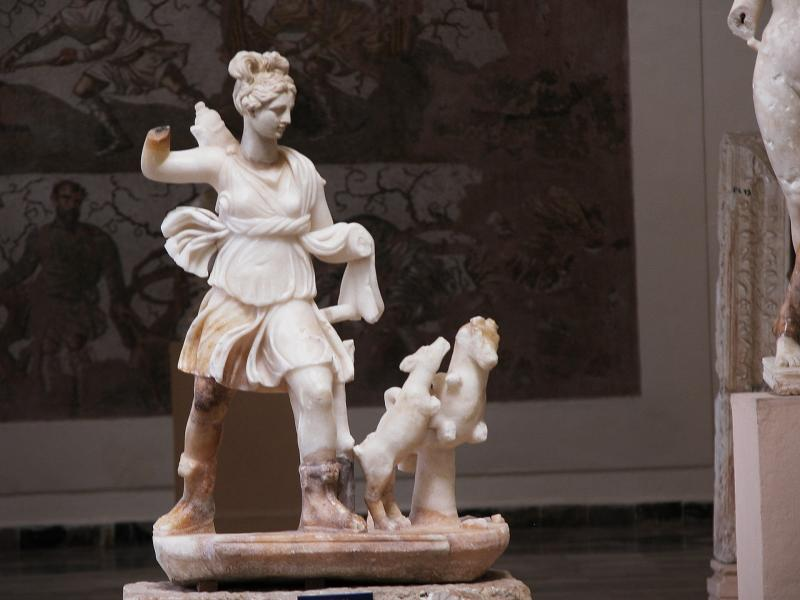
Диана-охотница. Национальный музей Шершель, Алжир
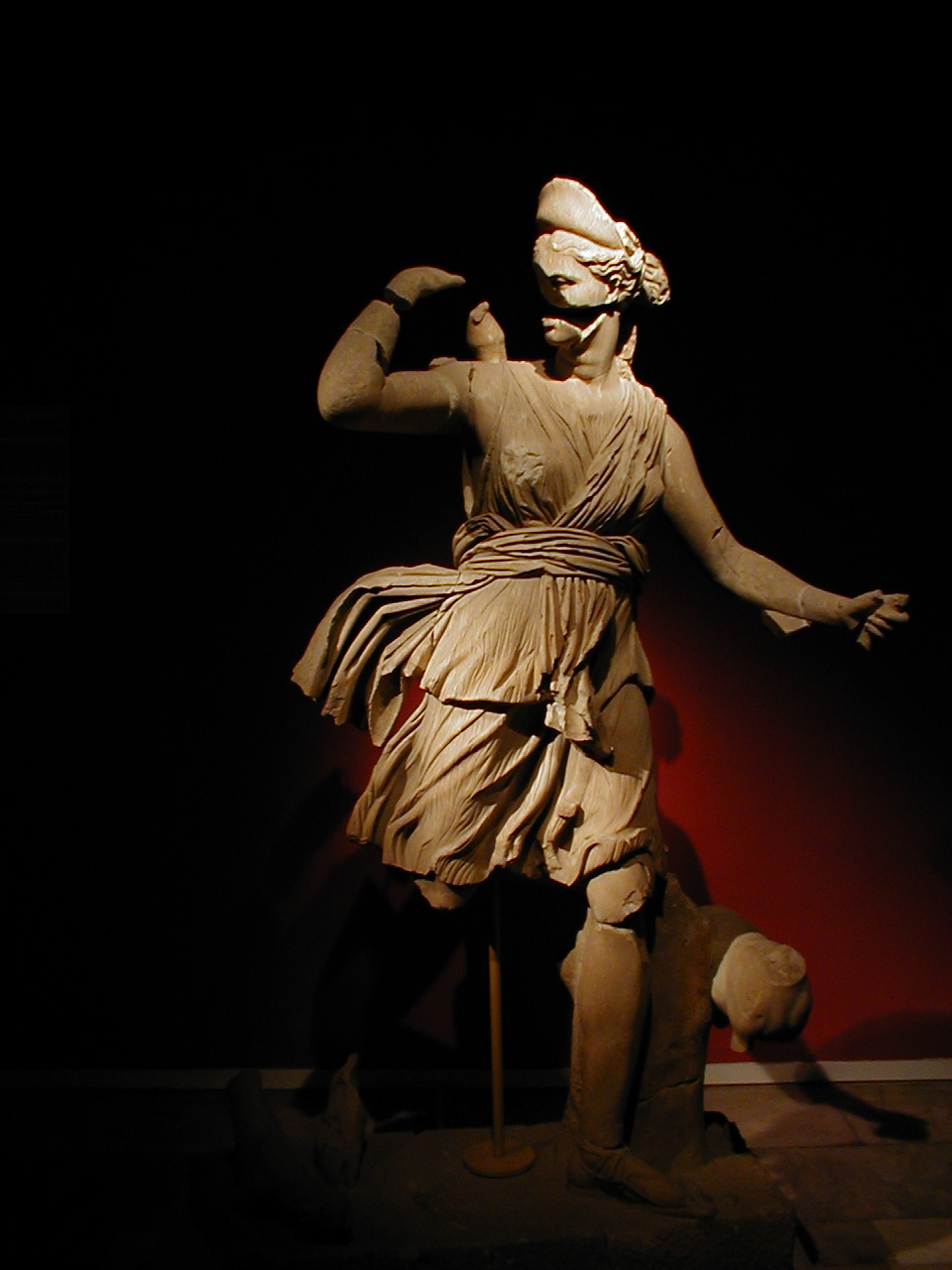
Артемида-охотница. Археологический музей. Анталья, Турция
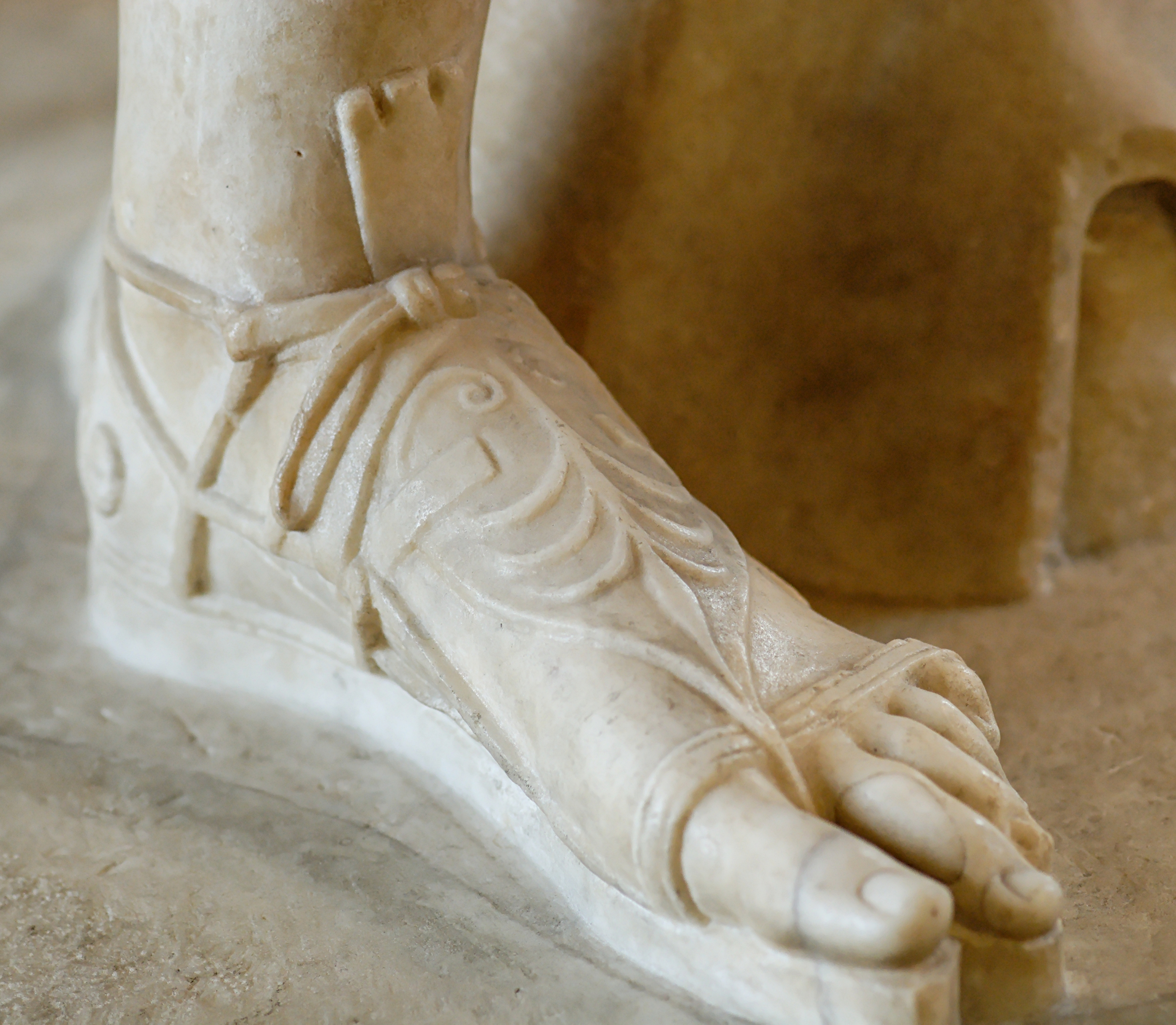
Диана Версальская. Деталь
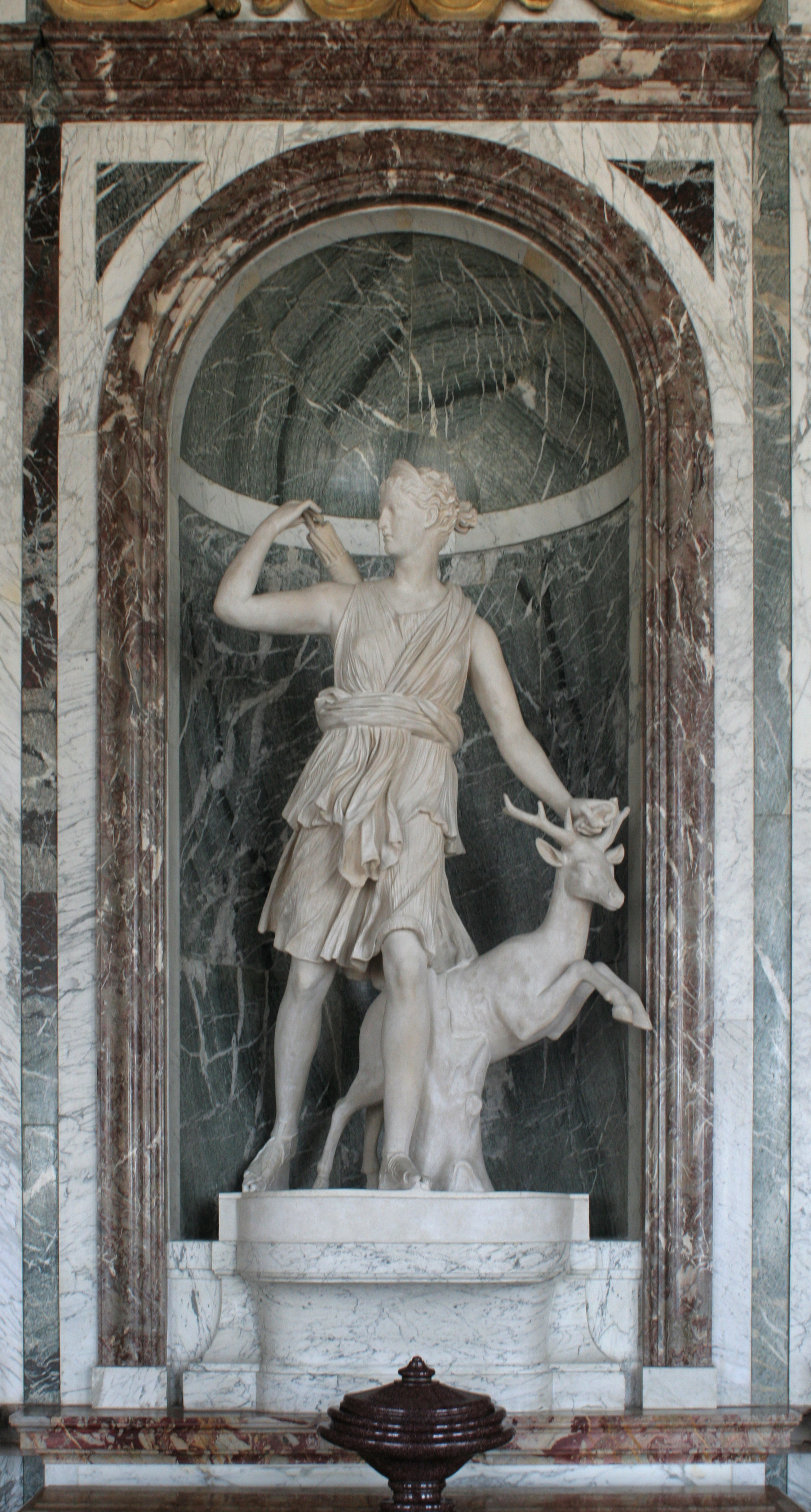
Диана Версальская. Копия в Версале
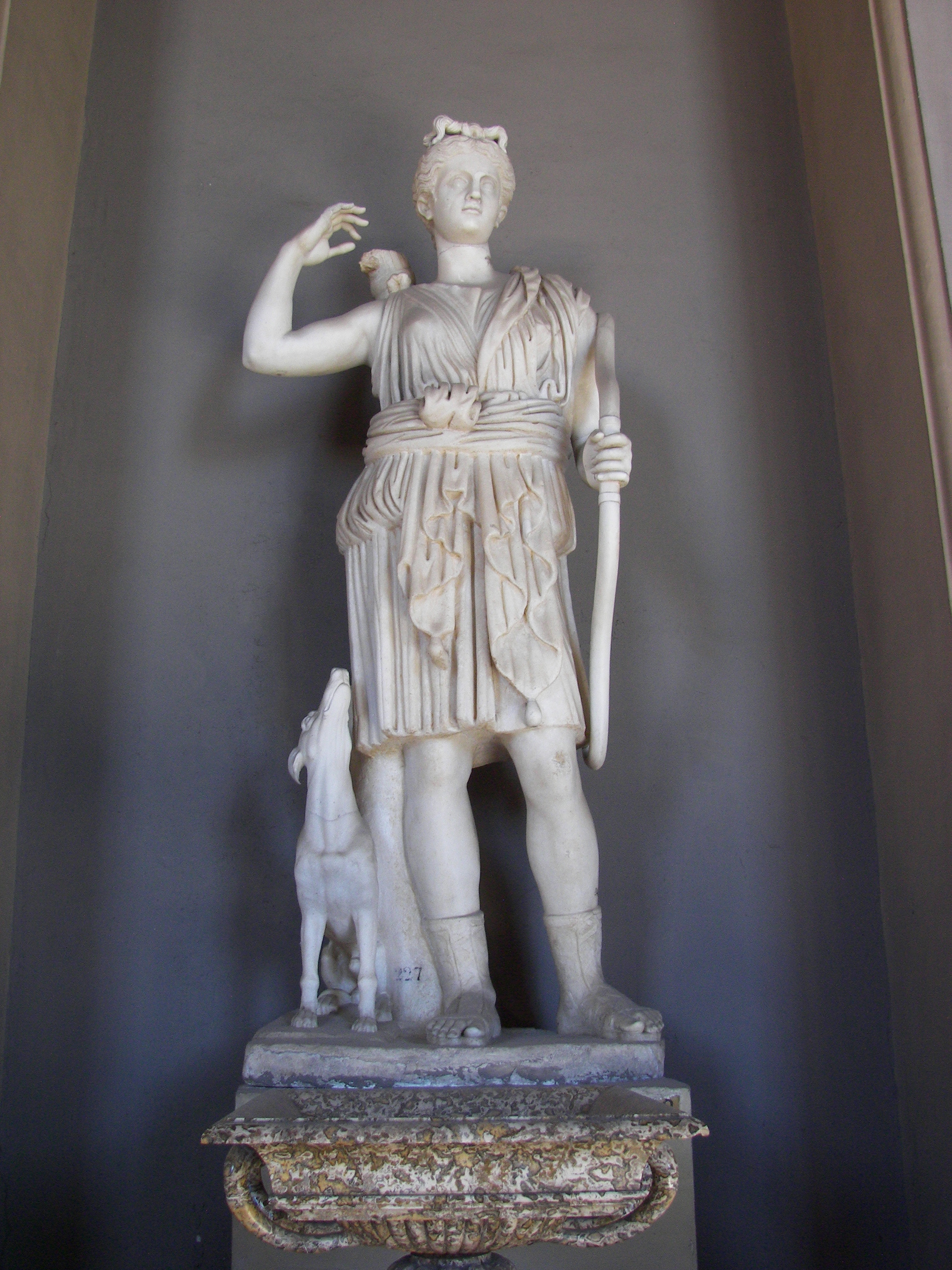
Диана Версальская. Ватикан
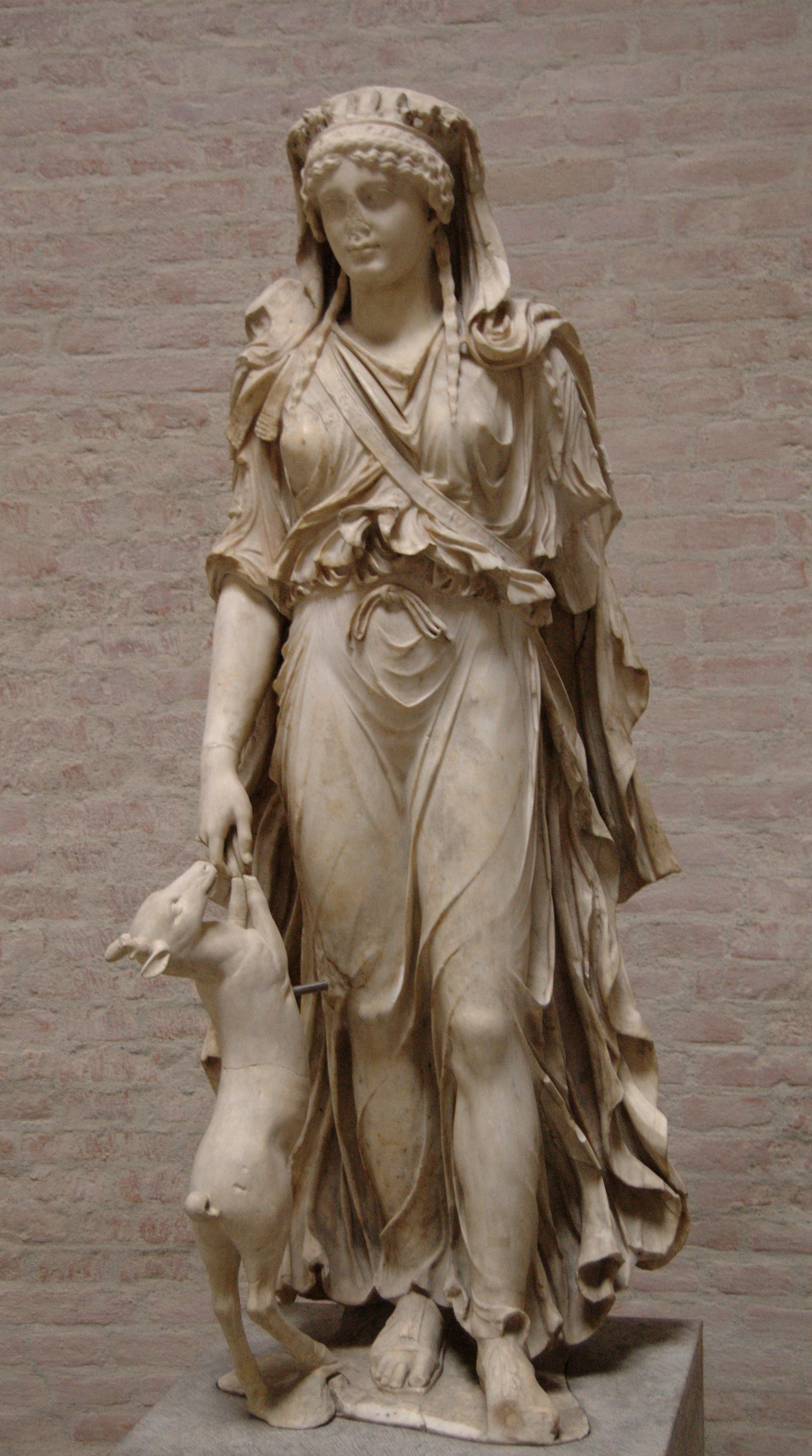
Артемида Браски. Глиптотека, Мюнхен
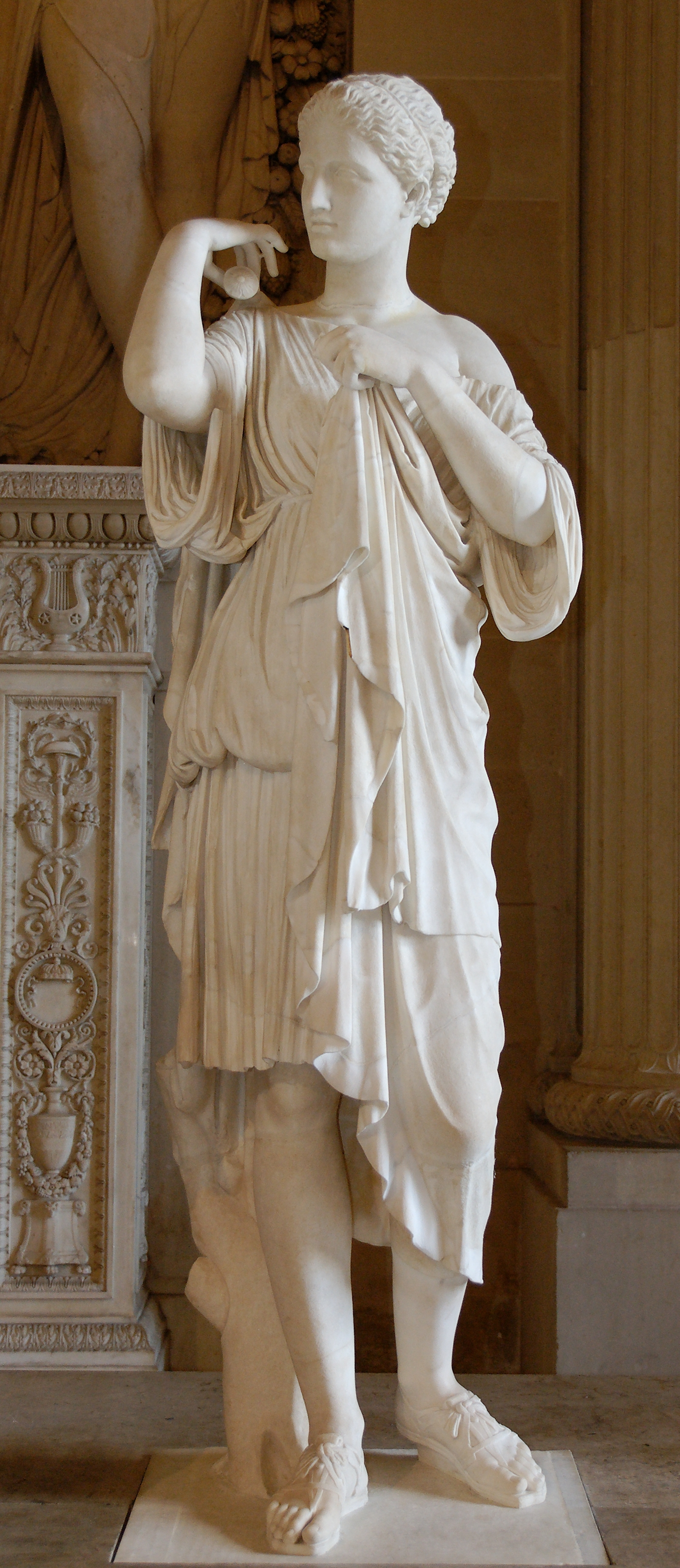
Артемида из Габий. Лувр, Париж
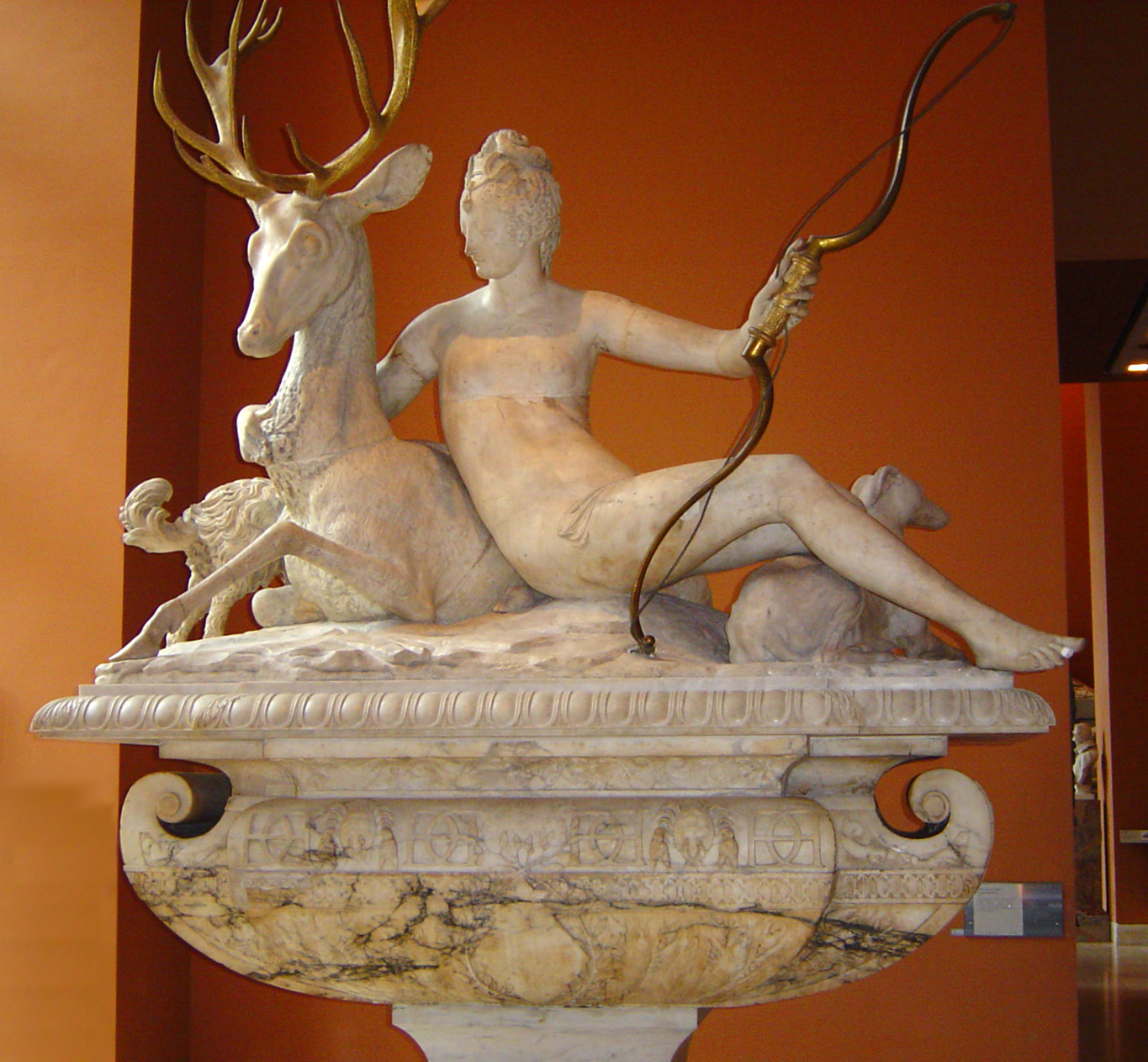
Фонтан Дианы. Реплика мастера Фонтенбло по оригиналу Б. Челлини. Между 1540 и 1560. Мрамор. Лувр, Париж
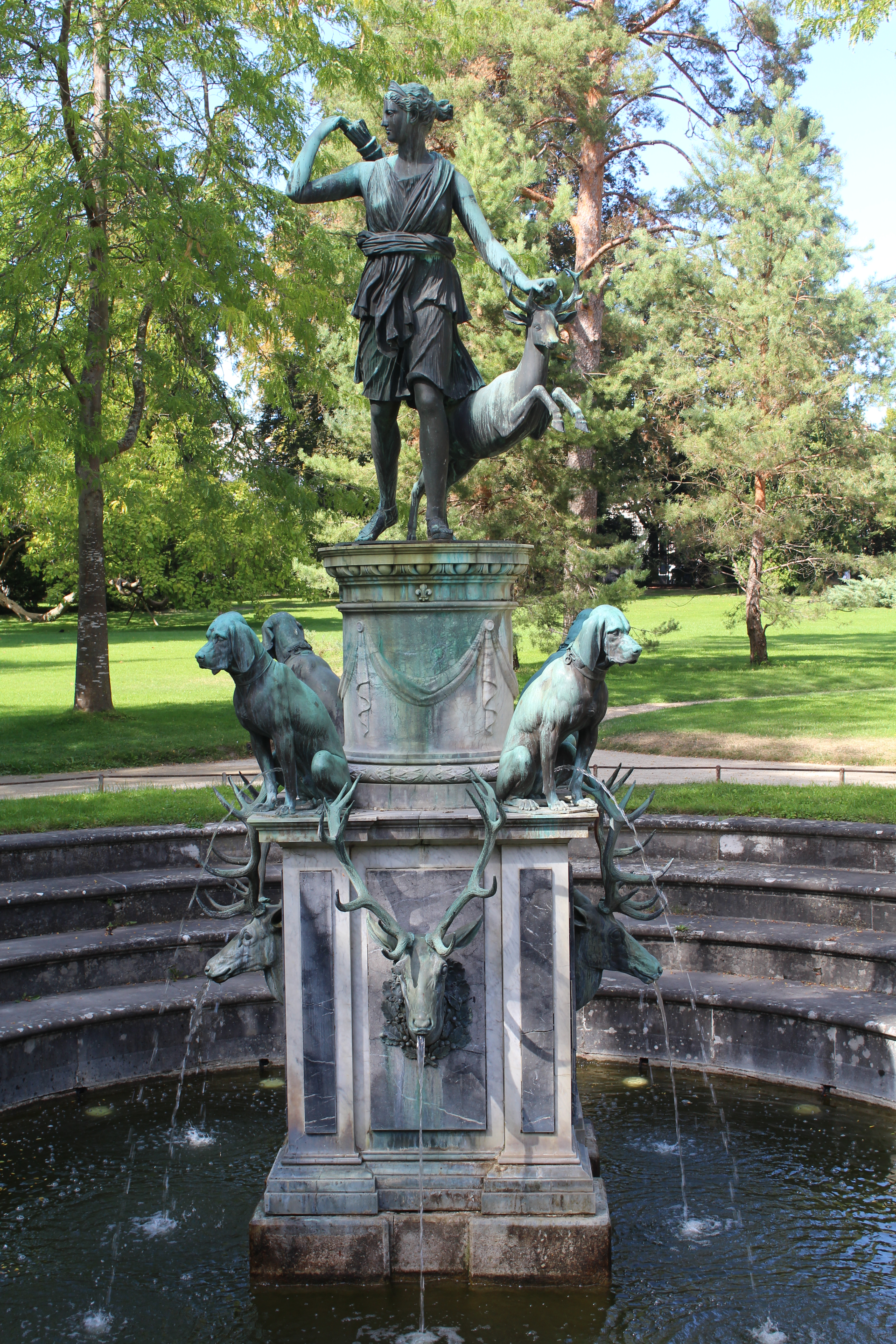
Копия Дианы Версальской (1683). «Фонтан Фонтенбло». 1813. Парк Фонтенбло
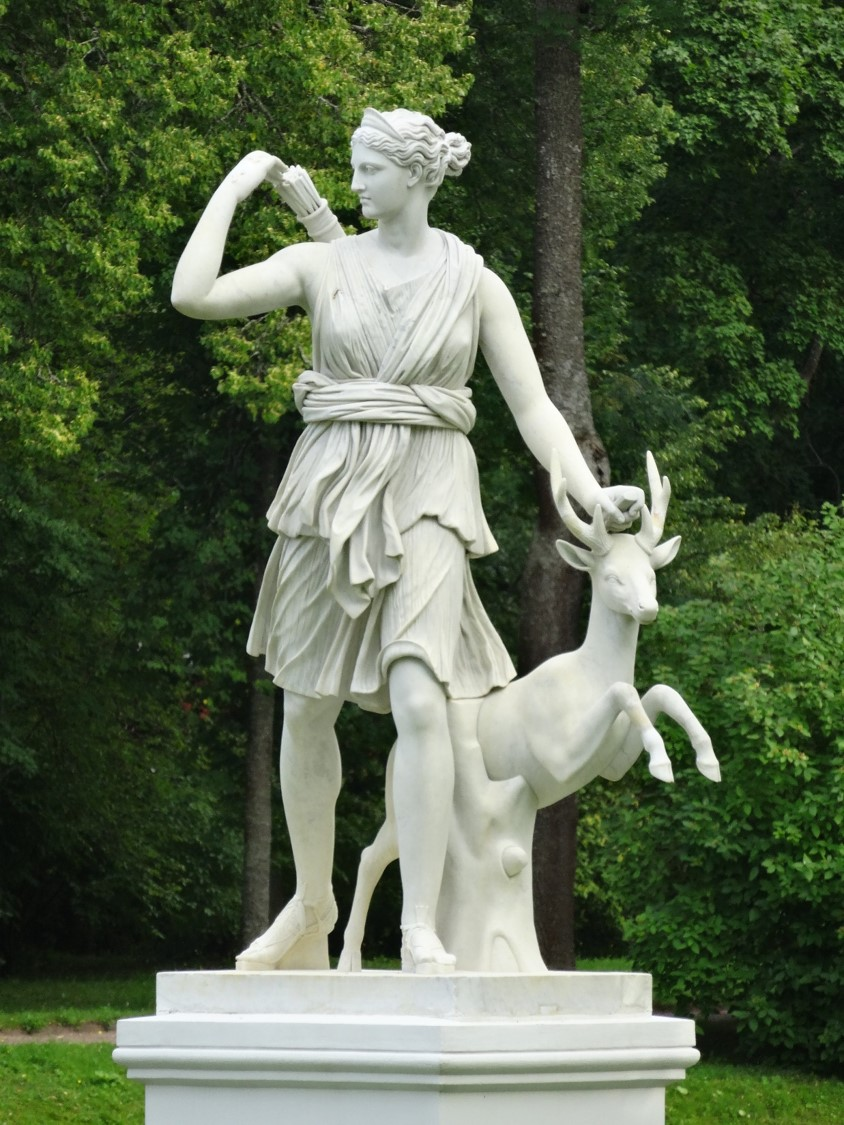
Артемида Версальская в парке Ораниенбаума, в пригороде Санкт-Петербурга

## Диана-охотница в Новое время
В Новое время, культ Дианы распространился в искусстве французского Ренессанса в школе Фонтенбло. Это искусство имело рафинированный придворный, аристократический и маньеристский характер, во многом питаясь итальянскими источниками, прежде всего непосредственно работой итальянских мастеров в Фонтенбло при дворе короля Франциска I, а затем Генриха II (вторая школа Фонтенбло).
Многие изображения обнажённой античной богини охоты художников школы Фонтенбло, включая знаменитую «Нимфу Фонтенбло» Бенвенуто Челлини, имели сходство с юной Дианой де Пуатье, возлюбленной короля Генриха II. В эпоху французского маньеризма в этом не видели ничего предосудительного. В Фонтенбло Диану де Пуатье отождествили по сходству имён с Дианой, богиней охоты, а изображения оленя (непременного атрибута Дианы-охотницы) символизировали короля Генриха II. «Эти изображения свидетельствуют о своеобразном галльском культе обнажённого тела и о том, что подобные намёки были не только разрешены, но, вероятно, открыто поощрялись самой мадам Пуатье».
В парке Фонтенбло находился грот, который называли «Местом купания Дианы». Стройную, динноногую богиню лесов и охоты изображали скульптор Жан Гужон и живописец Жан Клуэ. Наиболее знаменита скульптура под названием «Диана Ане» (La Diane d’Anet), по названию замка Ане, или «Фонтан Дианы» (Fontaine de Diane), созданная для Дианы де Пуатье в качестве фонтана в её замке.
Обнажённая богиня изображена с луком, обнимающей за шею оленя, как и в «Нимфе Фонтенбло» работы Бенвенуто Челлини. Рядом с ней — две собаки: борзая «Фрокион» и барбет по кличке «Кирий». На пьедестале начертаны монограммы «H» и «D»: Генриха II и Дианы де Пуатье. Ранее это произведение приписывали Жану Гужону, ныне атрибутируют в качестве работы другого французского скульптора — Жермена Пилона. Скульптура в 1799—1800 годах была тщательно отреставрирована Пьером-Николя Бовалле, а затем помещена в Музей Лувра. На картине «Диана де Пуатье в мастерской Жана Гужона» Ж.-О. Фрагонар изобразил скульптора, работающего над «Дианой д’Ане» в присутствии Дианы де Пуатье.

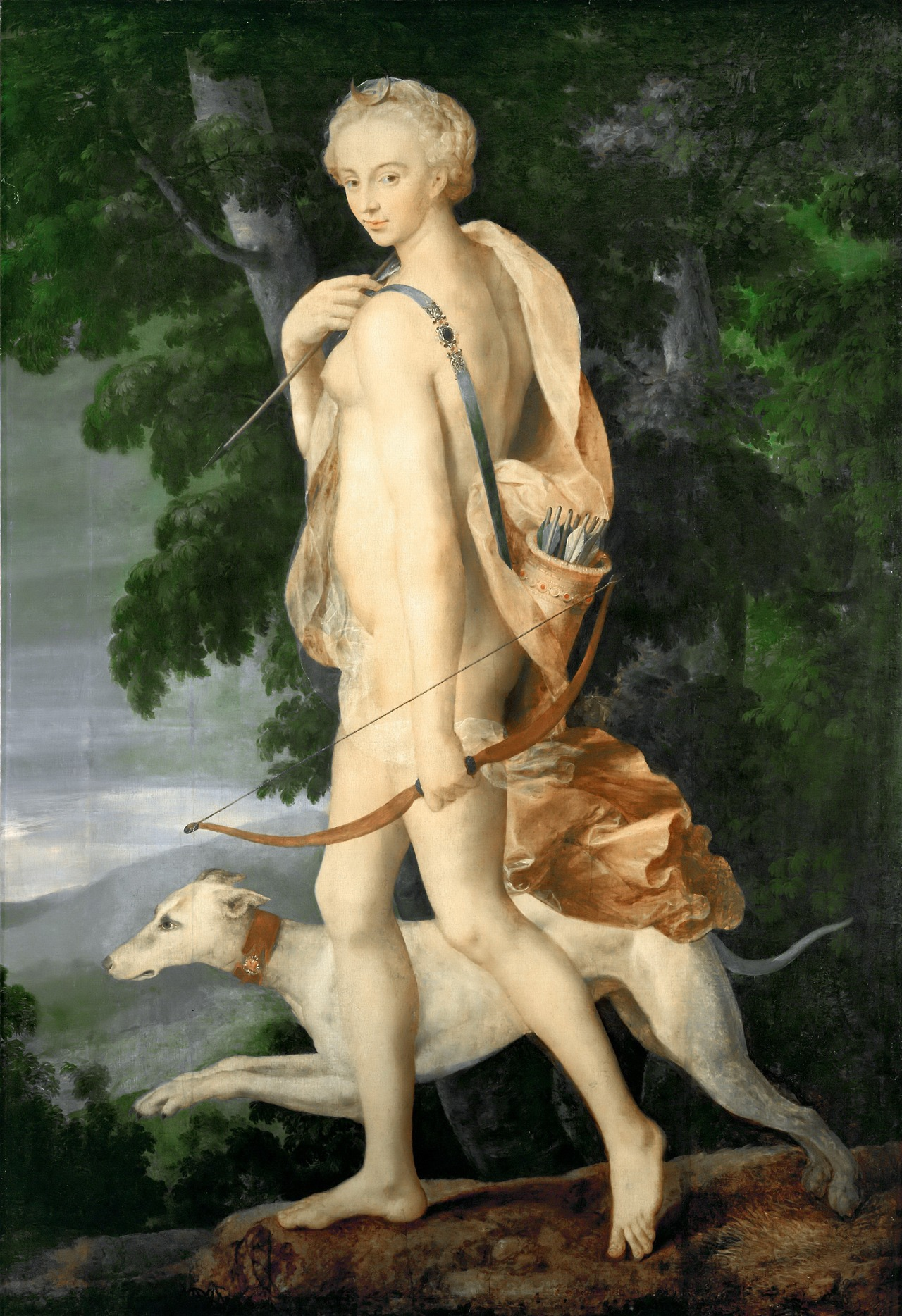
Мастер школы Фонтенбло (Лука Пенни?). Диана-охотница. Ок. 1550. Холст, масло. Лувр, Париж
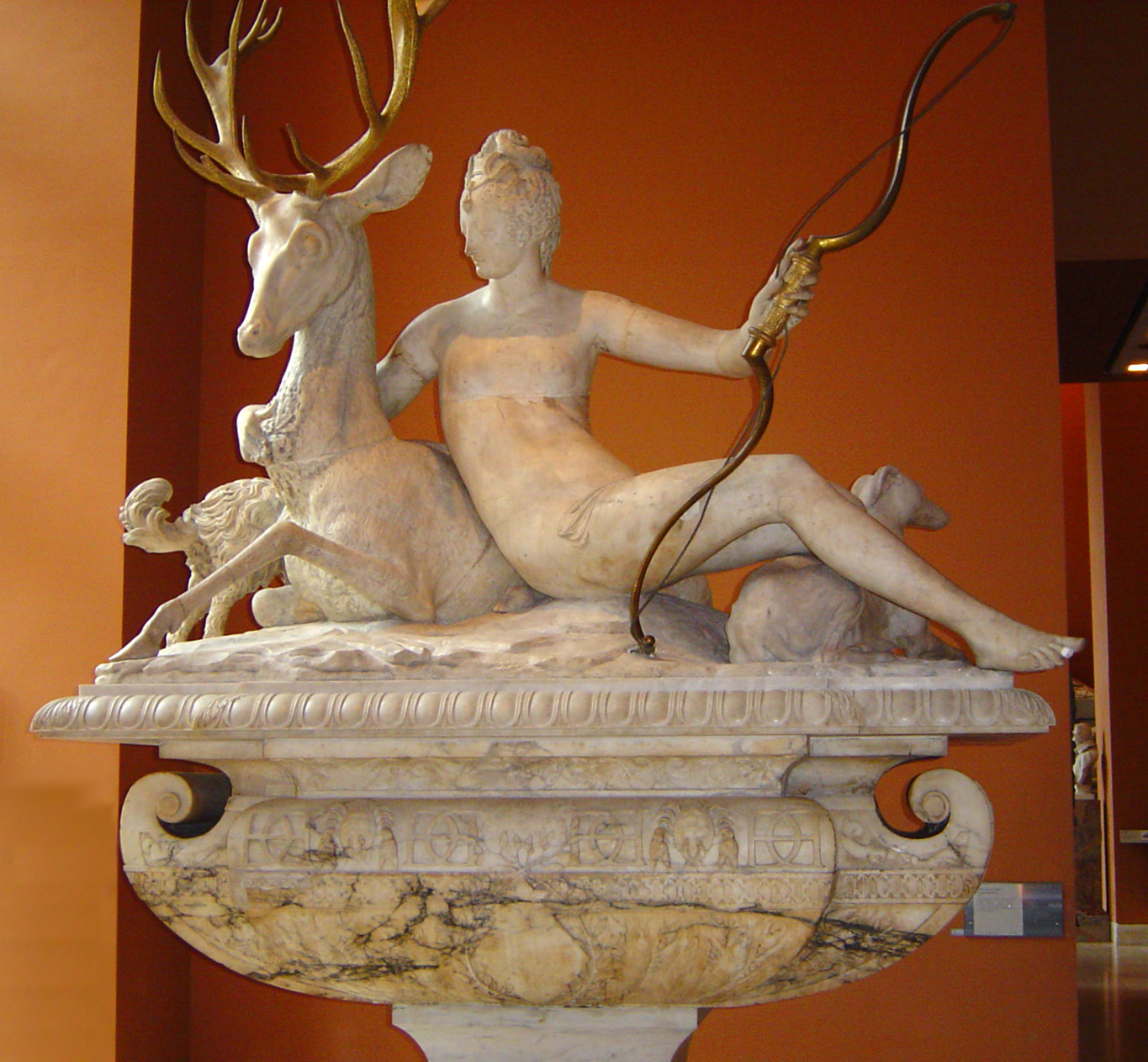
Ж. Пилон. Диана Ане (Фонтан Дианы). Мрамор. Лувр, Париж
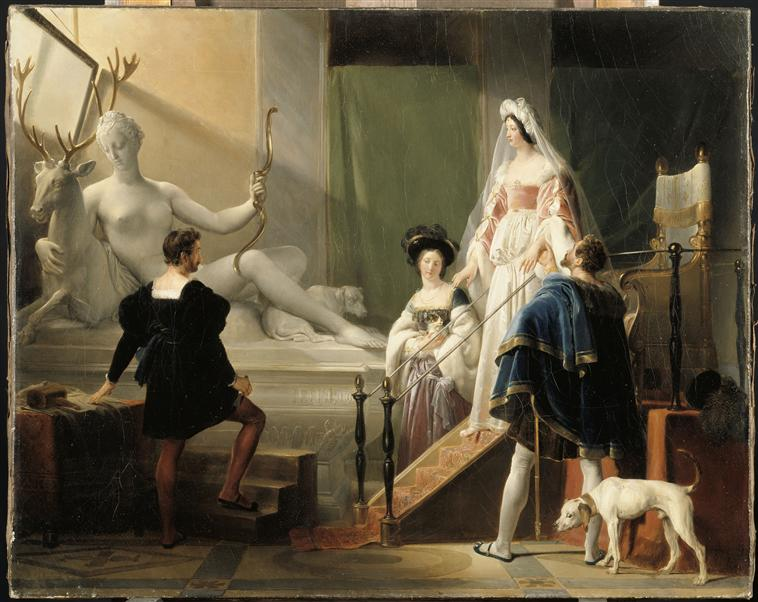
Ж.-О. Фрагонар. Диана де Пуатье в мастерской Жана Гужона. Холст, масло. Лувр, Париж